# Al-Ayn
al-Ayn (svenska: "Källan"), även skrivet Al Ain, är den fjärde största staden i Förenade arabemiraten och den näst största i emiratet Abu Dhabi, det största av de sju emirat som utgör Förenade arabemiraten. Staden ligger cirka 160 km öster om huvudstaden Abu Dhabi och cirka 120 km söder om Dubai. Staden hade ungefär 518 000 invånare 2012.
al-Ayn är födelsestaden för Förenade arabemiratens förste president Zayed bin Sultan Al Nahyan och har den procentuellt sett största andelen ursprungsemiratier av samtliga städer i landet. Staden, även känd som Trädgårdsstaden, har många parker och oaser samt bland annat en djurpark, Al Ain Zoo, en internationell flygplats, Al Ain International Airport och är hemort för fotbollslaget Al Ain FC.

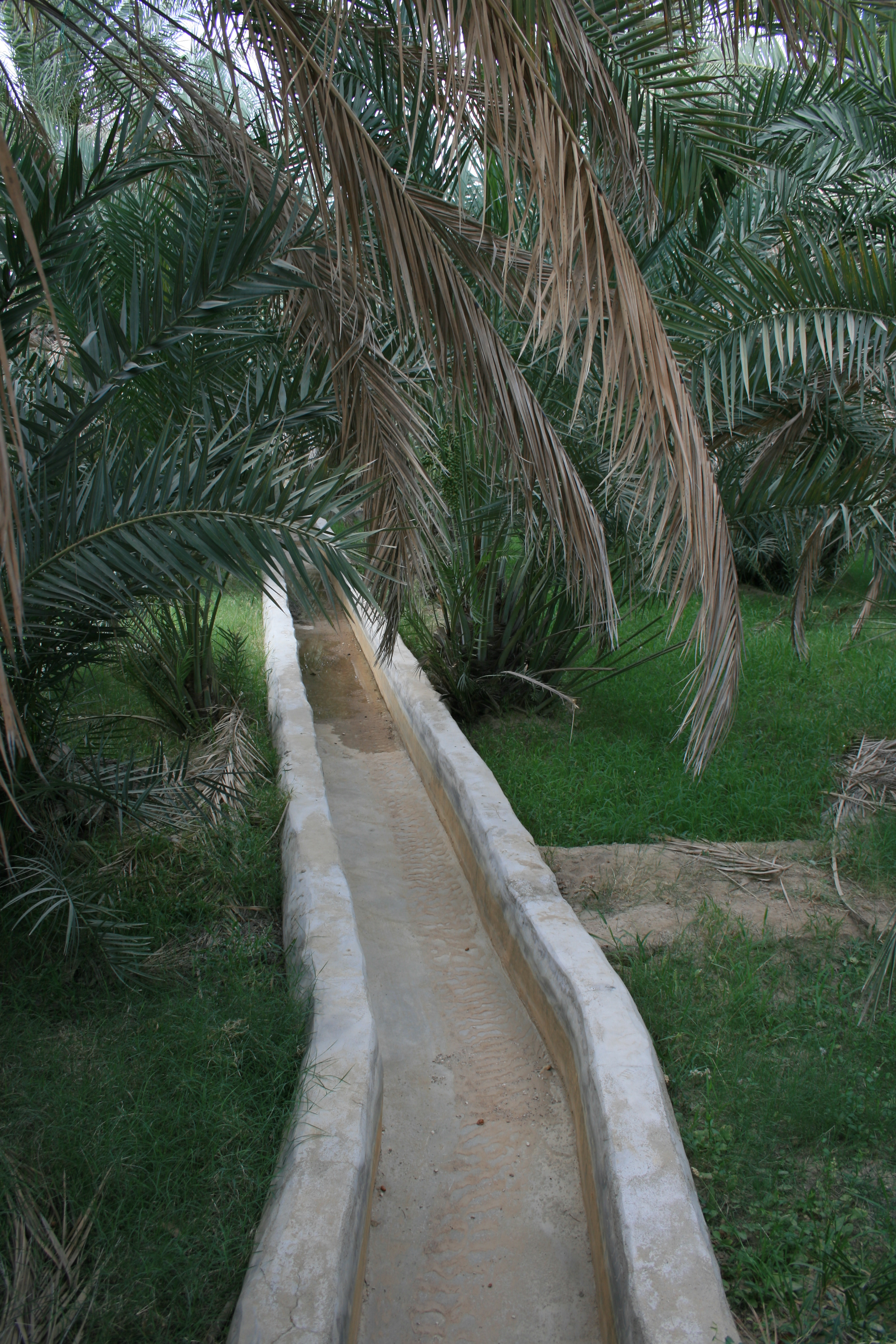
Falaj konstbevattningssystem vid al-Aynoasen.

Staden är känd för sina oaser samt underjordiska konstbevattningssystem (falaj eller qanat) som förser reservoarer och palmträd med vatten från borrhål. Falaj är ett forntida system som använts i tusentals år och används allmänt i bland annat Oman, Förenade arabemiraten, Kina och Iran.